# Albina (Moldavia)
Albina è un comune della Moldavia situato nel distretto di Cimișlia di 2.131 abitanti al censimento del 2004

## Località
Il comune è formato dall'insieme delle seguenti località: (popolazione 2004)
- Albina (879 abitanti)
- Fetiţa (436 abitanti)
- Mereni (816 abitanti)